# Stadio Thống Nhất
Lo stadio Thống Nhất (in vietnamita: Sân vận động Thống Nhất) è un impianto sportivo polivalente di Ho Chi Minh, nel Vietnam. 
Lo stadio viene utilizzato soprattutto per partite di calcio ed è lo stadio di casa dell'Ho Chi Minh City FC e del Saigon. Ha una capienza di 25 000 posti.